# Astrotricha obovata
Astrotricha obovata är en araliaväxtart som beskrevs av Robert Owen Makinson. Astrotricha obovata ingår i släktet Astrotricha och familjen Araliaceae. Inga underarter finns listade.